# 朝鮮美術

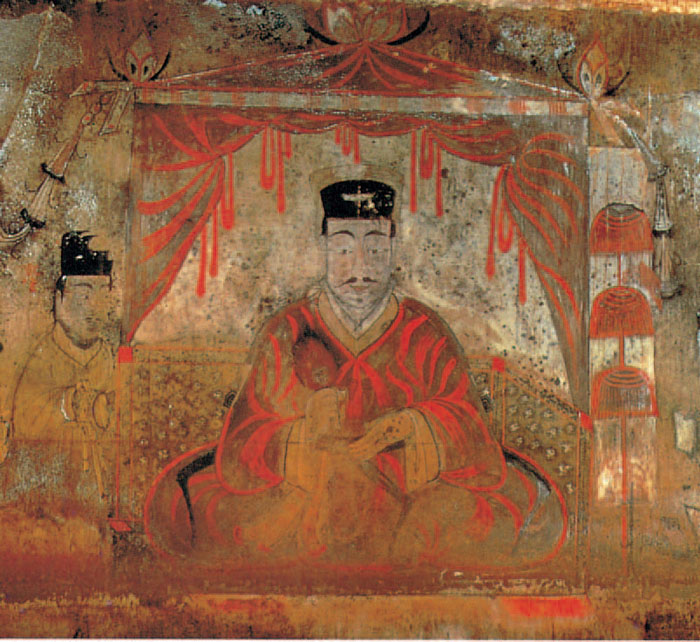
黄海南道安岳郡、安岳3号墳壁画（:ko:안악 3호분）高句麗時代

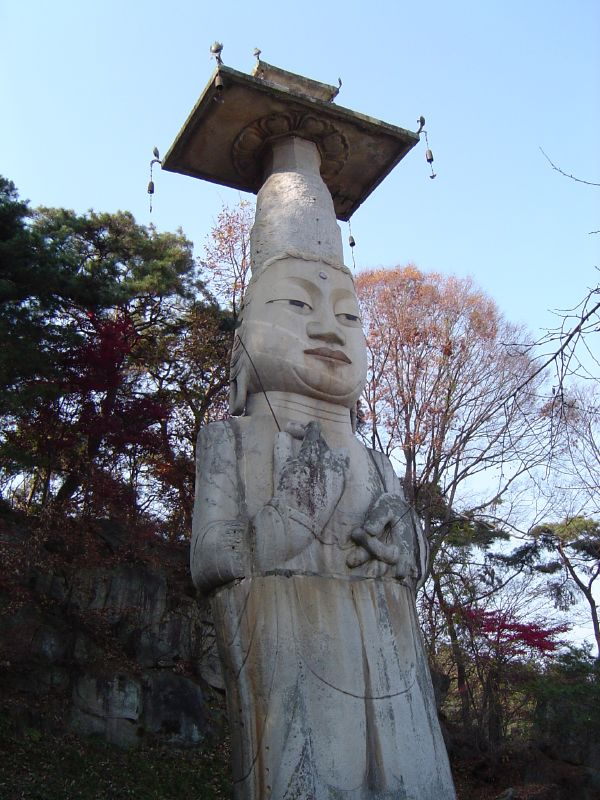
忠清南道論山市、灌燭寺石造弥勒菩薩立像（:ko:관촉사 석조미륵보살입상）高麗時代

朝鮮美術（ちょうせんびじゅつ）では、朝鮮半島における美術について解説する。なお、高句麗は中国か朝鮮かについて議論がある（高句麗#歴史論争：高句麗の歴史帰属をめぐる問題参照）が、ここでは高句麗についても記載することとする。

## 特徴
朝鮮の美術一般に、各時代ごとに特徴的な様式が1つだけあって、他の様式の作品は少ない。いくつかの流派が競ったりする事もなく、地方ごとに異なる特徴があるという事もない。単一的で、多様性に欠ける事が、朝鮮の美術の特徴である。

## 絵画
近代以前の朝鮮の絵画は、4〜7世紀の高句麗古墳壁画、13〜14世紀の高麗仏画、14世紀以後の李朝絵画の3つの分野で代表される。高句麗古墳壁画から高麗後期仏画まで500年間は、ほぼ空白である。
高句麗古墳壁画は、ユネスコの世界遺産になっている。中華人民共和国吉林省集安市を中心とする「高句麗前期の都城と古墳」と、朝鮮民主主義人民共和国の平壌直轄市と南浦特別市の「高句麗古墳群」がある。
高麗仏画は、次の李朝で仏教が弾圧されたため、朝鮮半島にはほとんど残っておらず、大部分が日本にある。楊柳観音など限られた図像が多く、多様性に欠けるのが特徴である。
李朝絵画は、中国の画院をまねて作った図画署（ko:도화서）の画員と、文人が担っていた。彼らが描いた正統派絵画は、ソウルや開城など限られた都市の上層階級だけに受け入れる形で存在し、画壇の広がりが見られない。朝鮮では美術を受け入れる町人社会や地方都市が形成されなかったからである。李朝後期になって、中国ではなく朝鮮の風景を描いた真景山水画（ko:진경산수）が描かれるようになった。
正統派絵画とは別に、民間で美術品ではなく実用的な目的で朝鮮民画が描かれた。日本統治時代に柳宗悦が民画に価値を認めて収集し始め、研究の対象とした。
日本統治時代に、高羲東、金観鎬（김관호）、羅蕙錫らが日本に留学して西洋画を学び、朝鮮に西洋画をもたらした。
北朝鮮では、プロパガンダ絵画が描かれ、伝統絵画に彩色や西洋画の技法も取り入れた絵画を「朝鮮画」と呼んでいる。朝鮮画の大家である鄭鍾汝（ko:정종여）は、日本に留学して美術を学び、日本の戦争協力画を描いたが、北朝鮮で人民芸術家の称号を受け、美術家同盟副委員長を務めた。
日本統治時代に、中国の影響を受けた伝統絵画を西洋画と区別して「東洋画」と呼び始めたが、1970年代に韓国で「日本画」という言葉があるのだから、「東洋画」ではなく「韓国画」と呼ばなくてはならない、と主張され始め、1980年代から公式的に「韓国画」という言葉が使われるようになった。韓国では、彩色画は日帝残滓とされて排除され、韓国画は文人画、水墨画が中心となった。抽象画においても単色の表現（単色画）が有力だが、ここにも色彩豊かな日本画に抗って墨一色が奨励されたという反日感情の背景がある。

### 主な画家と作品（生年順）
- 安堅 （15世紀） - 「夢遊桃源図」（1447年）
- 申師任堂 （1504 - 1551） - 「草虫図」
- 鄭敾 （1676 - 1759） - 「渓上静居図」
- 金弘道 （1745 - ?） - 「檀園風俗図帖」
- 金得臣 （1754 - 1822） - 「風俗画帳」
- 申潤福 （1758 - ?） - 「蕙園傳神帖」
- 張承業 （1843 - 1897）
- 許百錬 （1891 - 1977）
- 羅蕙錫 （1896 - 1948）

## 彫刻
朝鮮の先史時代の遺物には、日本の土偶のような美術的価値のあるものは、存在しない。三国時代 (朝鮮半島)に仏教が伝来し、金、銀、銅、鉄などをの金属や檀木、木材、石材、土、漆、布、刺繍、紙を用いた仏像が造られた。石窟庵（751年）が代表的なものである。また、寺院に付随する構造物として仏塔が建てられた。現存するものの大半は石塔であるが、三国時代初期には木によるものが主流であった。日本統治時代に、金復鎮（ko:김복진）が東京美術学校 (旧制)彫刻科に留学し、朝鮮最初の洋風彫刻家となった。

## 陶芸
紀元前8000年から1500年頃に櫛目文土器、紀元前1500年から300年頃に無文土器が作られたが、日本の縄文土器のような美術的価値のあるものは存在しない。10〜14世紀には中国のまねをして独自に発展させた高麗青磁が作られた。15世紀には儒教の影響から粉青沙器に変わり、16〜19世紀には李朝白磁に変わった。

## 書
中国の流行にやや遅れて忠実に踏襲することが多い。

## 金工
- 朝鮮鐘

## 漆工
中国から螺鈿が伝わり、高麗で少数製作された。現存するのは盒と経箱で14例のみ。朝鮮半島には1つだけしか残っておらず、大部分が日本と欧米にある。

## 建築
世界遺産になっている仏国寺には、新羅時代の石塔である釈迦塔と多宝塔が残されている。現存する朝鮮最古の木造建築としては、浮石寺の無量寿殿、鳳停寺極楽殿などがあげられており、いずれも建立年代ははっきりしないが13世紀頃と思われる。なお、仏教弾圧により廃寺となり荒廃していた仏国寺であるが、日本統治時代に再建された経緯がある。

## 美術館
朝鮮総督府は、1915年に総督府博物館を開館し、1926年に慶州分館、1939年に扶余分館、1940年に公州分館を設立した。これが現在の韓国国立中央博物館となっている。1931年には開城府立博物館、1933年には平壌府立博物館も開館した。民間でも1924年に浅川巧、浅川伯教、柳宗悦ら日本人が朝鮮民族美術館を設立した。

### 日本
- 高麗美術館（京都）

### 朝鮮民主主義人民共和国
- 朝鮮美術博物館（ko:조선미술박물관）
- 高麗博物館

### 大韓民国
- 韓国国立中央博物館
- 澗松美術館
- 国立現代美術館 (韓国)
- サムスン美術館 Leeum
- 湖巌美術館

## 美術展
日本統治時代の1922〜1944年に毎年、朝鮮総督府が朝鮮美術展覧会を開き、新人芸術家の登竜門としての役割を果たした。これが大韓民国の大韓民国美術展覧会に受け継がれた。

## 美術団体
第2次世界大戦が終わった直後の1945年8月にソウルで朝鮮美術建設本部が結成されたが、秋には解体した。北朝鮮では朝鮮文学芸術総同盟の傘下に朝鮮美術家同盟がある。